# Ronde van Frankrijk 2007/Zesde etappe
De zesde etappe van de Ronde van Frankrijk 2007 werd verreden op 13 juli 2007 tussen Semur-en-Auxois en Bourg-en-Bresse over een afstand van 184 kilometer. Deze rit was de laatste vlakke rit voor het peloton de Alpen introk en eindigde zoals verwacht in een massasprint.

## Verloop
Bradley Wiggins, die 4e werd in de proloog, maar de dag voordien uit de top tien viel, koos al na 2 kilometer het avontuur en had na 25 kilometer al een voorsprong van 7'40". Andrij Grivko probeerde nog even de oversteek de wagen, maar liet zich al snel weer uitzakken.
Wiggins liep steeds verder uit op het peloton, dat het net als in de derde etappe rustig aandeed, met een gemiddelde van rond de 35 km per uur. Wiggins bereikte de eerste tussensprint, in Bligny-sur-Ouche, met een voorsprong van 17 minuten op het peloton, de grootste voorsprong die een vluchter tot nu toe had gehad in deze Tour. Tom Boonen werd tweede bij deze tussensprint en kwam in het puntenklassement zo gelijk te staan met Erik Zabel, die vandaag in het groen startte. Wiggins passeerde ook de top van de Côte de Grandmont als eerste, voor Sylvain Chavanel en Juan Manuel Gárate.
Na de Côte de Grandmont begon de voorsprong langzaam maar zeker te dalen. Het verschil, dat op haar maximum 18 minuten was geweest bedroeg in Bel-Air nog maar 11 minuten. Bij de ravitaillering in Fontaines, op 100 km van de aankomst, ging Enrico Degano tegen de grond. De Italiaan van Team Barloworld kwam ten val bij het uitdelen van de etenszakjes en zou een dag later de Tour verlaten.
Ook in Pont-de-Vaux kwam Wiggins als eerste door bij de tussensprint. In de achtergrond zette Quickstep een hele trein op om Boonen als tweede te laten passeren. Zabel zag zijn trui in gevaar komen en deed ook mee, maar kon niet voorkomen dat de Belg als eerste de lijn passeerde en zo virtueel in het groen kwam
Wiggins werd teruggepakt op iets meer dan 7 km van de aankomst. Het peloton denderde vervolgens - tegen de wind in - naar een massasprint. Daarin pakte Boonen zijn vijfde etappezege in de Ronde van Frankrijk en zijn eerste in deze 94e editie. De Spanjaard Óscar Freire werd tweede, Erik Zabel eindigde als derde en moest ook de leidende positie in het puntenklassement afstaan. Opvallend was opnieuw de afwezigheid van Robbie McEwen, de Australiër werd vandaag dertiende en gaf al eens aan nog steeds last te hebben van zijn val in de eerste etappe.
Het geel bleef om de schouders van Fabian Cancellara en ook de bolletjestrui (Sylvain Chavanel), de witte trui (Vladimir Goesev) en het ploegenklassement (Team CSC) wisselden niet van eigenaar.

### Tussensprints
- Eerste tussensprint in Bligny-sur-Ouche, na 51,5 km: Bradley Wiggins
- Tweede tussensprint in Cormatin na 127 km: Bradley Wiggins
- Derde tussensprint in Pont-de-Vaux, na 161,5 km: Bradley Wiggins

### Bergsprints
- Eerste bergsprint, Côte de Grandmont (4e cat.), na 55 km: Bradley Wiggins
- Tweede bergsprint, Col de Brancion (4e cat.), na 138 km: Bradley Wiggins

## Uitslag
| rang | renner             | land        | ploeg              | tijd       |
| ---- | ------------------ | ----------- | ------------------ | ---------- |
| 1    | Tom Boonen         | België      | Quickstep          | 5u 20' 59" |
| 2    | Óscar Freire       | Spanje      | Rabobank           | z.t.       |
| 3    | Erik Zabel         | Duitsland   | Team Milram        | z.t.       |
| 4    | Sébastien Chavanel | Frankrijk   | Française des Jeux | z.t.       |
| 5    | Thor Hushovd       | Noorwegen   | Crédit Agricole    | z.t.       |
| 6    | Daniele Bennati    | Italië      | Lampre             | z.t.       |
| 7    | Robert Förster     | Duitsland   | Gerolsteiner       | z.t.       |
| 8    | Robert Hunter      | Zuid-Afrika | Team Barloworld    | z.t.       |
| 9    | Romain Feillu      | Frankrijk   | Agritubel          | z.t.       |
| 10   | Murilo Fischer     | Brazilië    | Liquigas           | z.t.       |

Proloog ·
1e etappe ·
2e etappe ·
3e etappe ·
4e etappe ·
5e etappe ·
6e etappe ·
7e etappe ·
8e etappe ·
9e etappe ·
10e etappe ·
11e etappe ·
12e etappe ·
13e etappe ·
14e etappe ·
15e etappe ·
16e etappe ·
17e etappe ·
18e etappe ·
19e etappe ·
20e etappe
Startlijst · Eindstanden · Afbeeldingen